# Détroit de Northumberland
Pour les articles homonymes, voir Northumberland.
Le détroit de Northumberland est un détroit dans la partie sud du golfe du Saint-Laurent, dans l'Est de l'Amérique du Nord. Il sépare l'île du Prince-Édouard du continent (provinces du Nouveau-Brunswick et de la Nouvelle-Écosse). 
La partie la plus étroite du détroit, le passage Abegweit entre Borden-Carleton et Cap-Jourimain (13 km), est franchie par le  pont de la Confédération. 
Un service de traversiers relie aussi Wood Islands et Caribou dans la partie est du détroit.

## Frontières
La frontière ouest du détroit est délimitée par une ligne allant de North Cape (Île-du-Prince-Édouard) et Point Escuminac (Nouveau-Brunswick) tandis que la frontière est est délimitée par une ligne allant de East Point (Île-du-Prince-Édouard) à Inverness (Nouvelle-Écosse).

## Température de l'eau
Parce que le détroit est peu profond, il y a de l'eau chaude dans les mois d'été, avec des endroits qui atteignent 25 °C. Le détroit est donc le foyer des plus chaudes eaux des océans au Canada et a une des plus chaudes températures de la côte de l'océan Atlantique au nord de Virginie. 
Durant les mois d'hiver entre décembre et avril, la banquise couvre le détroit au complet et le golfe du Saint-Laurent.

## Géomorphologie
Tandis que les rives ouest de l'Île du Cap-Breton et les rives nord-est de la péninsule de la Nouvelle-Écosse sont dominées par le granite, des roches sédimentaires dans la partie centrale et ouest du détroit, ainsi que toute la rive sud de l'Île-du-Prince-Édouard, sont composées de grès, qui fait de belles plages sablonneuses avec des développements minimaux sur la côte.  La plus grande île dans le détroit est l'Île Pictou.

## Peuplements
Les communautés majeures autour du détroit incluent les villes de Charlottetown et Summerside sur l'Île-du-Prince-Édouard ainsi que les villages de Souris (Île-du-Prince-Édouard), Pictou (Nouvelle-Écosse) et Shédiac (Nouveau-Brunswick).

## Transport

### Expédition
Le détroit de Northumberland est une petite route commerciale, avec des ports tel Pugwash (transport du sel), Summerside, Charlottetown, Georgetown et Souris (transport des produits agricoles et recevant le pétrole et ses produits) et Pictou expédiant des produits forestiers et de la cargaison en général.  Le transport de marchandises a décliné dans les décennies avec le déclin du transport de chemin de fer aux ports et l'augmentation de la capacité des autoroutes à des ports plus grands à l'extérieur du golfe du Saint-Laurent, qui gèle en hiver.

### Pont de la Confédération
La partie la plus étroite du détroit, le passage Abegweit de 13 kilomètres dans la partie ouest du détroit entre Borden-Carleton (Île-du-Prince-Édouard) et Cap Jourimain (Nouveau-Brunswick), a le Pont de la Confédération.

### Traversiers

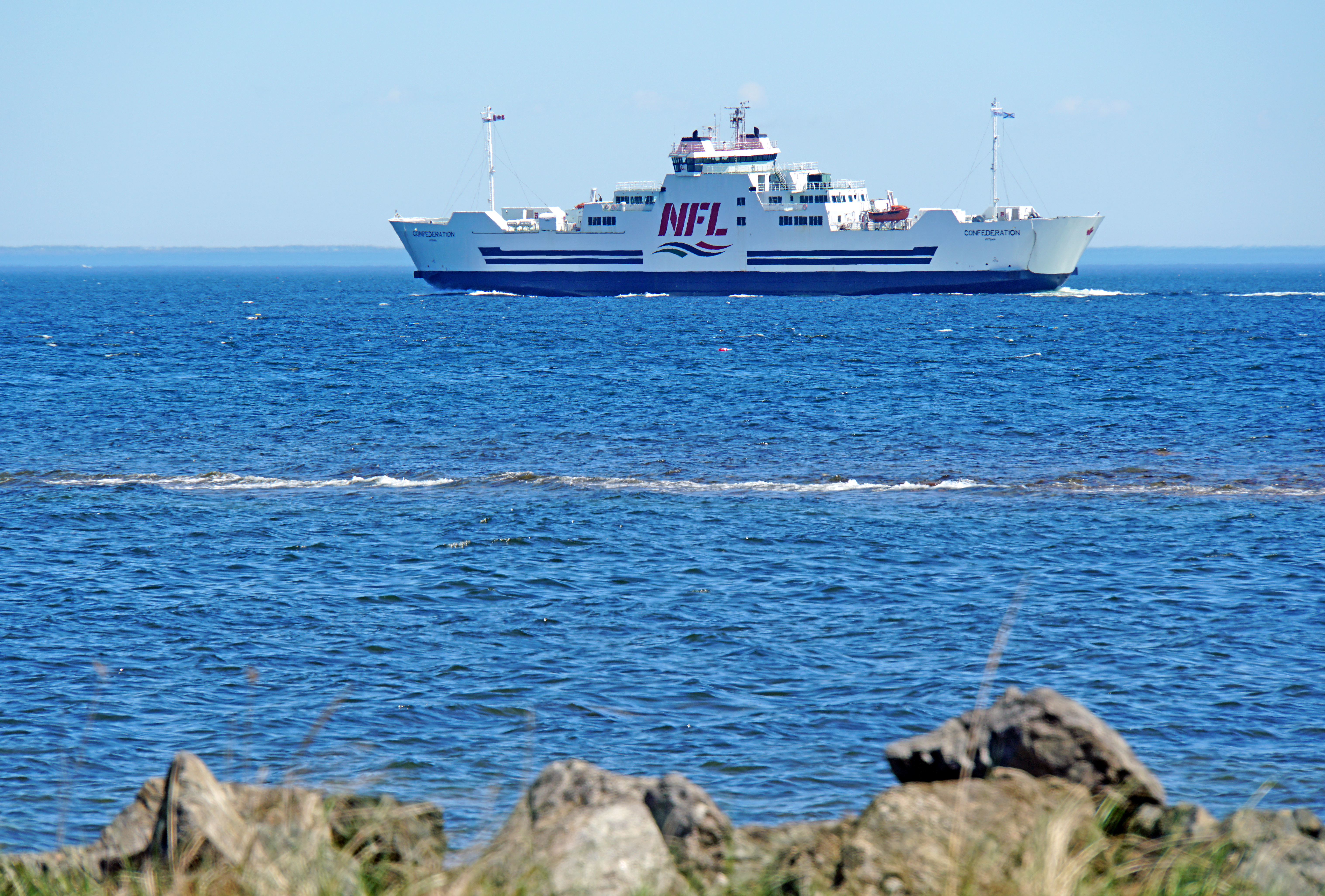
Le traversier Confédération sur le détroit de Northumberland en 2021.

Le détroit a deux services de traversiers saisonniers. Northumberland Ferries Limited exploite un service de passager/véhicule entre Caribou (Nouvelle-Écosse) et Wood Islands (Île-du-Prince-Édouard). Un traversier pour passagers seulement fonctionne entre Caribou (Nouvelle-Écosse) et l'île Pictou. Un autre service de passager/véhicule est situé entre Souris (Île-du-Prince-Édouard) et les Îles de la Madeleine, Québec. Les deux services sont situés à l'extrême est du détroit.
Il y avait un service de traversiers entre Borden-Carleton (Île-du-Prince-Édouard) et Cap-Tourmentin (Nouveau-Brunswick) jusqu'au 31 mai 1997. C'était un des services de traversiers le plus occupé au Canada et était maintenu par Marine Atlantique à travers le passage Abegweit.  Ce service fut remplacé par le pont de la Confédération.

### Câble sous-marin

#### Électriques
Maritime Electric fournit l'électricité pour toute la clientèle de l'Île-du-Prince-Édouard. L'électricité est surtout acheté d'Énergie NB et est fourni par une interconnexion inter-provinciale et électrique comprenant de deux câbles submersibles de transmission sous le détroit de Northumberland au bout ouest du passage Abegweit entre Murray Corner (Nouveau-Brunswick) et Fernwood (Île-du-Prince-Édouard).
Île Pictou en Nouvelle-Écosse ne reçoit aucune électricité de sa province, Nova Scotia Power.  Les résidents doivent produire leur propre électricité.

#### Télécommunications
Bell Aliant a deux câbles fibre optiques de télécommunications croisant le détroit de Northumberland pour desservir l'Île-du-Prince-Édouard.  Le premier est un câble sous-marin allant de Caribou (Nouvelle-Écosse) à Wood Islands (Île-du-Prince-Édouard).  L'autre va à travers le pont de la Confédération; ce câble remplace un câble sous-marin qui reliait déjà Borden-Carleton (Île-du-Prince-Édouard) au Cap-Tourmentin (Nouveau-Brunswick).
Eastlink a un câble fibre optique de télécommunications rejoignant Gaspeareaux (Île-du-Prince-Édouard) avec Port Hood (Nouvelle-Écosse).

### Traversée à la nage
Il y a plusieurs traversées d'une personne seule à la nage documentées du détroit, même s'il n'y a pas de groupe officiel pour vérifier ses exploits. Il y a seulement deux exploits documentés de nage aller-retour en un jour (~28 km) jusqu'à maintenant :
- le 26 juillet 2007, Jennifer Alexander (qui avait la diabète de type 1) de Halifax, nagea aller-retour en 19 heures, 17 minutes ;
- le 26 juillet 2008, Kristin Roe, aussi de Halifax, nagea aller-retour en 15 heures, 40 minutes pour ramasser des fonds pour la Stephen Lewis Foundation et Farmers Helping Farmers[1].